# Manuel Lopes Diniz
Manuel Lopes Diniz (Marecos, 17 de janeiro de 1709 — Pernambuco, 7 de dezembro de 1792) foi um explorador, colonizador e fazendeiro do sertão.

## Vida
Desde os primeiros anos da colonização até a época da independência, colonizadores portugueses migraram para o Brasil e, desse modo, ajudaram a afirmar o controle da coroa sobre a nova terra. Eles constituíram o mais numeroso, consistente e duradouro grupo de imigrantes livres que o Brasil recebeu. O constante fluxo de imigrantes portugueses para o Brasil e a importância desse fenômeno para o desenvolvimento do país modelou a nação brasileira de um modo diferente de qualquer outro grupo.

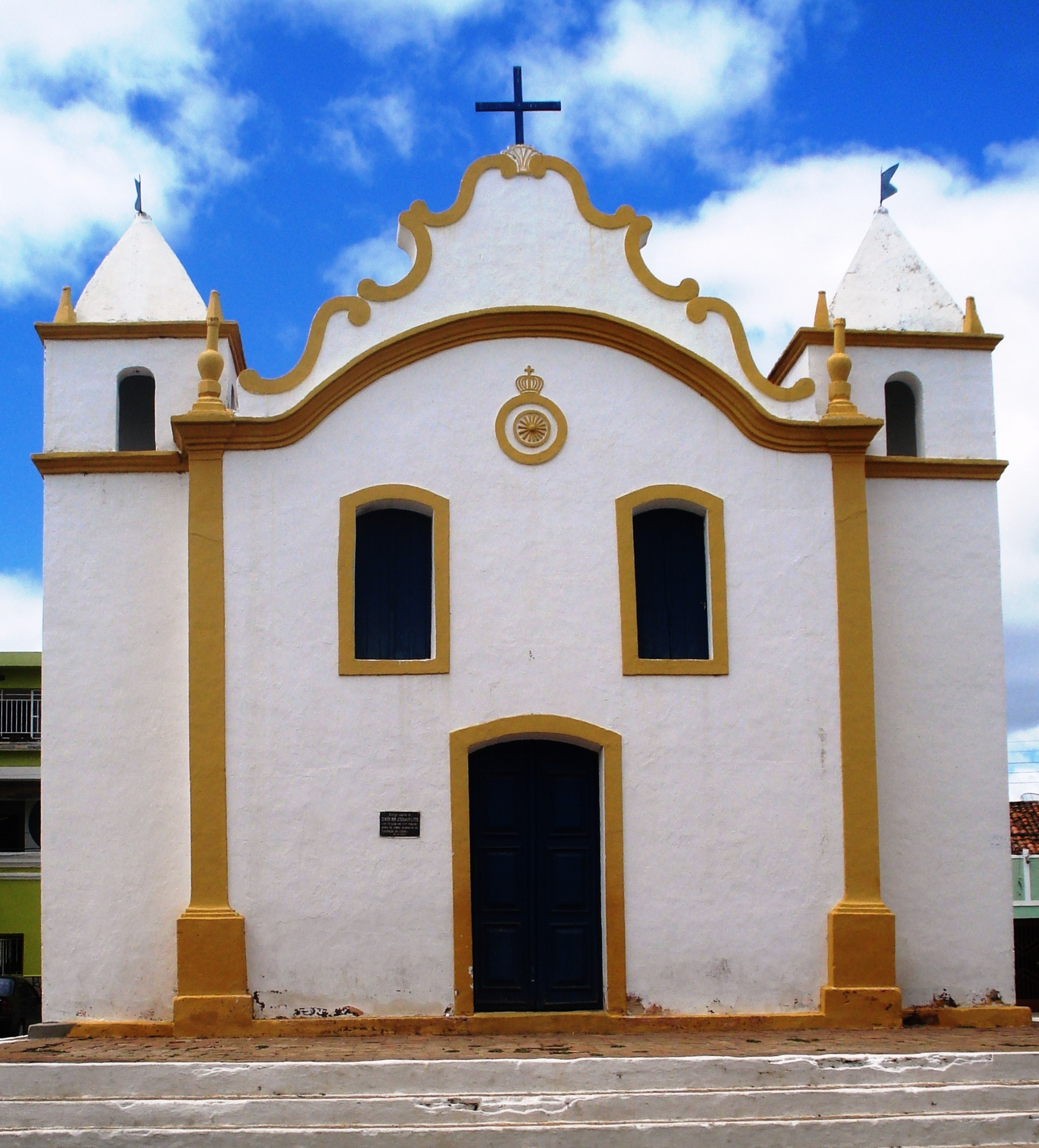
Capela do Senhor Bom Jesus dos Aflitos, local do sepultamento de Manuel Lopes Diniz.

Em meados do século XVIII, partiu da região do Tâmega, no norte de Portugal, em direção ao Brasil, Manuel Lopes Diniz, filho de Bento Lopes  e Águeda Maria Diniz.
Em 15 de janeiro de 1756, na época do ciclo do gado, Manuel Lopes Diniz arrendou do morgado da Casa da Torre as Fazendas Panela d'Água, Brejo do Gama e Campo Grande que pertenciam aos Garcia d’Ávila, proprietários destas terras na capitania de Pernambuco, investindo na criação de gado vacum e cavalar. Hoje, as terras estão localizadas nas microrregiões de Itaparica, Salgueiro e Vale do Pajeú. A Fazenda Panela d'Água esta situada no município de Carnaubeira da Penha. A Fazenda Campo Grande em Floresta. A Fazenda Brejo do Gama se encontra na região da divisa entre cinco municípios; Carnaubeira da Penha, Floresta, Serra Talhada, São José do Belmonte e Mirandiba.
Em 1759, em seu inventário tinha um total de 12 escravos, sendo 7 do sexo feminino e 5 do sexo masculino, com três meninas ainda criança entre 10 meses e 10 anos. Já os escravos descritos tinham de 16 a 75 anos.
No ano de 1791, Manuel Lopes Diniz fez o seu testamento na Fazenda Panela d'Água, vindo a falecer no ano seguinte, no mesmo local. Seu corpo foi amortalhado em hábito de São Francisco de Assis e sepultado no corpo da Capela do Senhor Bom Jesus dos Aflitos da Fazenda Grande na qual ajudou a construir e que deu origem à cidade de Floresta. A cerimônia foi dirigida pelo Reverendo Joaquim da Cunha Porto, Cônego de Santa Rocha e Vigário de Cabrobó.

### Descendência
Casado com Maria de Barros da Silveira, tiveram 11 filhos, um dos quais faleceu ainda pequeno e os outros dez são:
1. Coronel Manuel Lopes Diniz (Filho),[10] casou-se com Ana Torres[11] e, em segundas núpcias, com sua prima Ana Tereza da Silva.[12] Foi proprietário da Fazenda Brejo do Gama. Nessa região está localizado o distrito de Tupanaci, às margens do rio Pajeú.
2. Capitão Vitorino Pinto da Silva,[13] casou com Sebastiana Ramalho. Seu filho, o Tenente Coronel José Vitorino de Barros e Silva,[14] era proprietário da Fazenda Bezerros que deu origem ao município de Verdejante.
3. Capitão Gonçalo Pinto da Silva[15] adquiriu uma parte da Fazenda Grande que deu origem ao município de Floresta.[16][17] Foi casado com Claudiana Maria do Espírito Santo[18] filha do fundador da cidade de Curaçá e descendente de Diogo Álvares Correia e Catarina Paraguaçu o primeiro casal cristão do Brasil.
4. Capitão José Lopes Diniz,[19] casou com Josefa Gonçalves Torres.[20] Eles residiam na Fazenda Panela d'Água, hoje no município de Carnaubeira da Penha.
5. Rosa Maria do Nascimento,[21] casou com o Capitão Comandante Francisco Gomes de Sá,[22] um dos donos das terras banhadas pelo Riacho dos Mandantes(comandantes), hoje divisa entre os municípios de Floresta e Petrolândia.
6. Inácia Maria da Conceição,[23] casou com o português Manuel Alves de Carvalho.[24] Foram proprietários da Fazenda Canabrava que deu origem ao município de Belém do São Francisco. Seu neto, o Coronel Manuel de Sá Araújo,[25] foi o responsável pelo surgimento de  Salgueiro.[26]
7. Maria da Silva Barros,[27] casou com o Capitão Francisco Barbosa Nogueira,[28] proprietário da Fazenda Escadinha em Serra Talhada, sendo um dos primeiros colonizadores da região ao lado de José Carlos Rodrigues.[29] e Agostinho Nunes de Magalhães.[30] Nas terras da Fazenda Quixabeira, de propriedade do casal Jacinta Maria de Carvalho e João Barbosa de Barros,[31] descendentes de Manuel Lopes Diniz, surgiu o município de Mirandiba.[32]
8. Maria Águeda Diniz,[33] casou com o português Manuel Gomes dos Santos.[34] Eram proprietários da Fazenda Inveja, local do inicio do município de São José do Belmonte.[35]
9. Ana Maria da Silva.[36]
10. Clara Lina da Silva.[37]